# DP World
La DP World (acronimo di Dubai Ports World; in arabo: موانئ دبي العالمية) è una multinazionale che opera nel settore del trasporto e della logistica, con sede a Dubai negli Emirati Arabi Uniti.
È specializzata in logistica merci, operazioni portuali, servizi marittimi e zone di libero scambio. Nata nel 2005 dalla fusione di Dubai Ports Authority e Dubai Ports International, DP World gestisce 70 milioni di container trasportati ogni anno da circa 70.000 navi. Ciò equivale a circa il 10% del traffico globale di container rappresentato dai loro 82 terminal marittimi e interni presenti in oltre 40 paesi. Fino al 2016, DP World era principalmente un operatore portuale globale e da allora ha acquisito altre società.

## Storia
Nel 1999 fu fondata la Dubai Ports International (DPI), il cui primo progetto è stato a Gedda, in Arabia Saudita, in collaborazione con un partner locale per la gestione e il funzionamento del South Container Terminal (SCT). DPI ha poi sviluppato le operazioni nei porti di Gibuti nel 2000, Visakhapatnam, India nel 2002 e Costanza, in Romania nel 2003. Nel gennaio 2005 DPI ha acquisito CSX World Terminals (CSX WT). Successivamente, nel settembre 2005, Dubai Ports International si è ufficialmente fusa con la Dubai Ports Authority per formare DP World. La rapida espansione attraverso l'acquisizione è continuata nel marzo 2006, quando DP World ha acquistato il quarto più grande operatore portuale del mondo, P&O Ferries per 3,9 miliardi di sterline.

### Sponsorizzazioni
DP World sponsorizza il nuovo DP World Tour Championship di Dubai, giocato al Jumeirah Golf Estates. Per le prime tre edizioni del torneo precedentemente noto come "The Dubai World Championship", DP World era stato uno sponsor di presentazione. DP World supporta anche l'Hong Kong Open, il penultimo evento di The Race to Dubai e il BMW PGA Championship al Wentworth Club. Per il campionato mondiale di Formula 1 2020, DP World e Renault F1 Team, hanno firmato un accordo che rende DP World il partner logistico globale del team, che cambierà il nome in Renault DP World F1 a partire dalla stagione 2020. Nella stagione 2020 della Indian Premier League, DP World è il global logistics partner per il team Royal Challengers Bangalore.